# Heleia crassirostris
Olho-branco-de-bico-grosso ou olho-branco-de-faces-pretas (Heleia crassirostris) é uma espécie de ave da família Zosteropidae.
É endémica da Indonésia.
Os seus habitats naturais são: florestas secas tropicais ou subtropicais, florestas subtropicais ou tropicais húmidas de baixa altitude e regiões subtropicais ou tropicais húmidas de alta altitude.